# Iron Flag
Iron Flag – czwarty album studyjny amerykańskiej grupy hip-hopowej Wu-Tang Clan wydany 18 grudnia 2001 roku nakładem wytwórni Loud Records. Wydawnictwo zostało w większości wyprodukowane przez RZA, a pojedyncze utwory przez Mathematicsa, True Mastera i Trackmasters'a.
Album zadebiutował na 32. miejscu notowania Billboard 200 i 6. miejscu listy Top R&B/Hip-Hop Albums. 29 stycznia 2002 roku według Recording Industry Association of America płyta uzyskała status złotej.
Album był promowany singlami "Rules", "Back in the Game" z gościnnym udziałem Rona Isleya, i "Uzi (Pinky Ring)". Ten ostatni uplasował się na 93. miejscu notowania Hot R&B/Hip-Hop Songs i 16. miejscu Hot Rap Tracks, a amerykański vortal Pitchfork Media umieścił go na 332. miejscu opublikowanej w sierpniu 2009 roku liście The Top 500 Tracks of the 2000s.

## Koncepcja
Wu-Tang Clan zaskoczył słuchaczy wydając płytę "Iron Flag" zaledwie rok po premierze poprzedniego albumu "The W". W nagraniu tak jak poprzednio nie wziął udziału i nie pojawił się w żadnym utworze Ol’ Dirty Bastard, jednak o wiele bardziej zaskakująca jest nieobecność współpracującego z ekipą rapera Cappadonny.
Plotki mówiły o jego niezadowoleniu z pełnionej w zespole funkcji i o problemach jego menedżera, który miał się okazać policyjnym agentem. Nieobecność ta jest jeszcze dziwniejsza biorąc pod uwagę fakt, że brał on udział w nagraniach do płyty, a jego sylwetka została w ostatniej chwili komputerowo wycięta ze zdjęcia na okładkę albumu (można dostrzec jednak jego nogę, która pozostała na zdjęciu).
Samo zdjęcie jest wzorowane na historycznym zdjęciu amerykańskich żołnierzy, zatykających flagę po zwycięskiej bitwie.

## Lista utworów
| #  | Tytuł                          | Wykonanie | Producent          | Sample / Uwagi | Czas |
| -- | ------------------------------ | --- | ------------------ | --- | ---- |
| 1  | "In the Hood"                  | - Intro: RZA - Pierwsza zwrotka: Masta Killa - Druga zwrotka: Inspectah Deck - Trzecia zwrotka: Streetlife - Refren: Suga Bang Bang | RZA                | - "Brown Baby" w wykonaniu Billyego Paula - "Nobody but You Babe" w wykonaniu Clarence Reida | 4:11 |
| 2  | "Rules"                        | - Intro: RZA - Pierwsza zwrotka: Ghostface Killah - Druga zwrotka: Inspectah Deck - Trzecia zwrotka: Masta Killa - Czwarta zwrotka: Streetlife - Piąta zwrotka: Raekwon - Refen/Szósta zwrotka/Outro: Method Man                                          | Mathematics        | - "You’ve Got The Papers (I've Got The Man)" w wykonaniu Ann Peebles - "Mighty Healthy" w wykonaniu Ghostface Killah - "Criminology" w wykonaniu Raekwona - "C.R.E.A.M." w wykonaniu Wu-Tang Clanu - "Da Mystery of Chessboxin’" w wykonaniu Wu-Tang Clanu - "Method Man (Remix) (Skunk Mix)" w wykonaniu Wu-Tang Clanu - "P.L.O. Style" w wykonaniu Method Mana - "Publicity" w wykonaniu GZA - "Hard Like a Criminal" w wykonaniu Das EFX - "Player's Anthem" w wykonaniu Junior M.A.F.I.A. | 3:53 |
| 3  | "Chrome Wheels"                | - Intro: 12 O’Clock, RZA - Pierwsza zwrotka: 12 O’Clock - Druga zwrotka: RZA - Trzecia zwrotka: Raekwon - Czwarta zwrotka/Outro: Prodigal Sunn - Refren: Madame D                                                                                         | RZA                | - "Never Too Much" w wykonaniu Luthera Vandrossa | 4:15 |
| 4  | "Soul Power (Black Jungle)"    | - Intro: Flavor Flav/Raekwon - Pierwsza zwrotka: Raekwon - Druga zwrotka: Masta Killa - Trzecia zwrotka: Ghostface Killah - Czwarta zwrotka: U-God - Refren: Wu-Tang Clan/Flavor Flav - Outro: Method Man/Flavor Flav                                     | RZA                | - "Fatbackin'" w wykonaniu The Fatback Band | 4:53 |
| 5  | "Uzi (Pinky Ring)"             | - Intro/Pierwsza zwrotka: U-God - Druga zwrotka: Raekwon - Trzecia zwrotka: Ghostface Killah - Czwarta zwrotka: RZA - Piąta zwrotka: Method Man - Szósta zwrotka: Inspectah Deck - Siódma zwrotka: Masta Killa - Ósma zwrotka: GZA - Refren: Wu-Tang Clan | RZA                | - "Parade Strut" w wykonaniu J.J. Johnsona | 5:20 |
| 6  | "One of These Days"            | - Pierwsza zwrotka: Inspectah Deck - Druga zwrotka: Raekwon - Trzecia zwrotka: U-God - Refren: Inspectah Deck/Raekwon/U-God | Nick "Fury" Loftin | - "I Believe To My Soul" w wykonaniu Donny Hathaway - Gitara: Eric "E-Bass" Johnson | 4:14 |
| 7  | "Y'All Been Warned"            | - Intro/Pierwsza zwrotka/Refren: Method Man - Druga zwrotka: RZA - Trzecia zwrotka: Inspectah Deck - Czwarta zwrotka: Raekwon/Masta Killa | True Master        | - "In My Heart" w wykonaniu Barbara and the Browns | 4:15 |
| 8  | "Babies"                       | - Intro/Refren: Madame D - Pierwsza zwrotka: Ghostface Killah - Druga zwrotka: Raekwon - Trzecia zwrotka: GZA | RZA                | - "Just a Prisoner" w wykonaniu Billyego Paula - Perkusja: Ramsey Jones | 5:08 |
| 9  | "Radioactive (Four Assassins)" | - Pierwsza zwrotka: GZA - Druga zwrotka: Raekwon - Trzecia zwrotka: Method Man - Czwarta zwrotka: Masta Killa | RZA                | - "Method Man (Remix) (Skunk Mix)" w wykonaniu Wu-Tang Clanu - "Tical" w wykonaniu Method Mana | 3:30 |
| 10 | "Back in the Game"             | - Intro/Druga zwrotka: Method Man - Pierwsza zwrotka: Inspectah Deck - Trzecia zwrotka: GZA - Czwarta zwrotka: Raekwon - Piąta zwrotka: Ghostface Killah - Refren: Ron Isley                                                                              | Trackmasters       | - "Rainy Dayz" w wykonaniu Raekwona - "So Wat Cha Sayin'" w wykonaniu EPMD | 4:34 |
| 11 | "Iron Flag"                    | - Intro/Pierwsza zwrotka/Refren: Raekwon - Druga zwrotka: Masta Killa - Trzecia zwrotka: Inspectah Deck | RZA                | - "The Handwriting Is on the Wall" w wykonaniu Ann Peebles - "The Glock" w wykonaniu Universal Project | 6:26 |
| 12 | "Dashing (Reasons)"            | - Intro/Pierwsza zwrotka/Refren: Inspectah Deck - Druga zwrotka: GZA | RZA                | - "Jingle Bells (One Horse Open Sleigh)" w wykonaniu Jamesa Pierponta | 4:46 |
| 13 | "The W" (utwór dodatkowy)      | - Pierwsza zwrotka: GZA - Druga zwrotka: Method Man - Trzecia zwrotka/Refren: U-God - Czwarta zwrotka: Raekwon | RZA                | - Fat Larry's Band - "Down on the Avenue" - "Do You Really (Thang, Thang)" w wykonaniu Wu-Tang Clanu | 3:41 |

## Wydania
| Rok  | Nr katalogowy           | Format | Wytwórnia                 | Region    |
| ---- | ----------------------- | ------ | ------------------------- | --------- |
| 2001 | EPC 504752 2            | CD     | Loud Records              | Europa    |
| 2001 | brak                    | CD     | Loud Records              | USA       |
| 2001 | 504752 1                | Winyl  | Loud Records              | Europa    |
| 2001 | C2 86236                | Winyl  | Loud Records              | USA       |
| 2001 | C2S 58711               | CD     | Loud Records              | USA       |
| 2001 | CK 86236                | CD     | SME/Loud Records          | Kanada    |
| 2001 | 5060212000              | CD     | Loud Records              | Australia |
| 2001 | CK 86236                | CD     | Columbia/Loud             | USA       |
| 2001 | SICP-72                 | CD     | Loud Records              | Japonia   |
| 2001 | CT 86236                | Kaseta | Loud Records              | USA       |
| 2001 | EPC 504752 4            | Kaseta | Loud Records              | Polska    |
| 2002 | EPC 504752 4 / 504752-4 | Kaseta | Loud Records / Sony Müzik | Turcja    |

## Notowania
| Notowania na świecie | Notowania na świecie | Notowania na świecie | Notowania na świecie | Notowania na świecie | Notowania na świecie |
| USA                  | AUS                  | AUT                  | FRA                  | CHE                  | HOL                  |
| -------------------- | -------------------- | -------------------- | -------------------- | -------------------- | -------------------- |
| 32                   | 46                   | 36                   | 61                   | 39                   | 57                   |

| Singiel                                                                      | Notowania | Notowania |
| Singiel                                                                      | USA R&B   | USA Rap   |
| ---------------------------------------------------------------------------- | --------- | --------- |
| "Uzi (Pinky Ring)" - Wydany: 18 grudnia 2001 - Strona B: "Y'all Been Warned" | 93        | 16        |
| "Rules" - Wydany: 22 stycznia 2002 - Strona B: "In The Hood"                 | —         | —         |
| "Back in the Game" - Wydany: 23 kwietnia 2002 - Strona B: brak               | —         | —         |